# تونی لوین

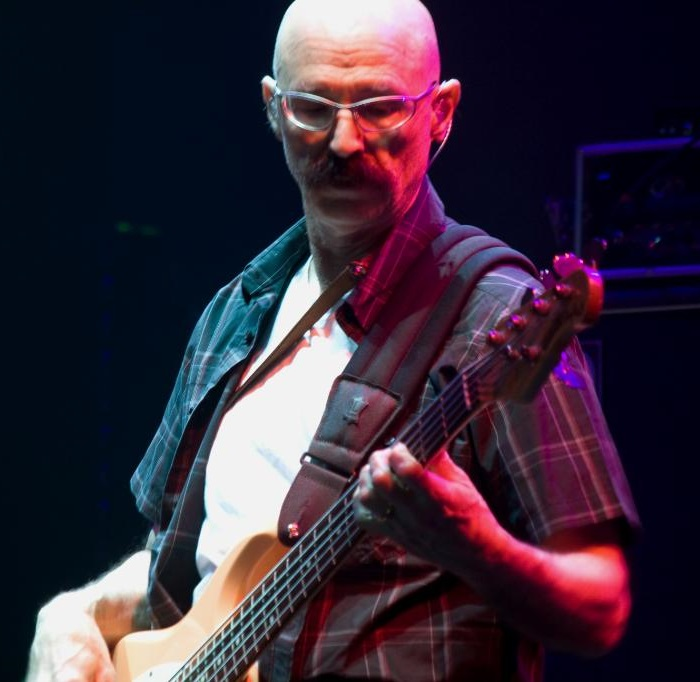
تونی لوین

آنتونی چارلز «تونی» لوین (به انگلیسی: Anthony Frederick "Tony" Levin) زادهٔ (۶ ژوئن ۱۹۴۶) موسیقیدان آمریکایی است که در مقام نوازندهٔ گیتار بیس، کنترباس، چپمن استیک و همچنین یکی از اعضای گروه پراگرسیو راک کینگ کریمسون شناخته می‌شود. از دههٔ هفتاد میلادی وی به عنوان موسیقیدان فصلی در آلبومهای زیادی حضور یافته است.